# Туарегское восстание (1962—1964)
Туарегское восстание — вооружённый конфликт, произошедший в 1962—1964 годах. Был вызван восстанием туарегов на севере Мали, случившегося вскоре после получения этой республикой независимости от Франции. Бунт был подавлен после вступления в войну Алжира и Марокко в 1963 году, которые передали Мали лидеров мятежников и ввели военную власть в регионах проживания туарегов.
Население севера Мали, этнически непохожее на население юга, ожидало, что будет создано независимое берберское государство (куда также могли войти жители северного Нигера и южного Алжира). Но эти надежды оказались несбыточными и это, вкупе с недовольством правительством Мали, привело к восстанию.
Первые нападения туарегов в 1962 году осуществлялись по тактике «ударил-убежал», удары наносились по правительственным объектам. К 1963 году удары туарегов усилились, ситуация на севере становилась крайне нестабильной.
Но при этом у туарегов не было общего командования или выработанной стратегии. Из транспорта у большинства туарегов были только верблюды, а оружие было достаточно старым. У малийской армии было советское оружие и поддержка от Алжира и Марокко. Мятежники-туареги также не смогли мобилизировать для восстания всех туарегов. Численность их армии вряд ли превышала 1500 человек.

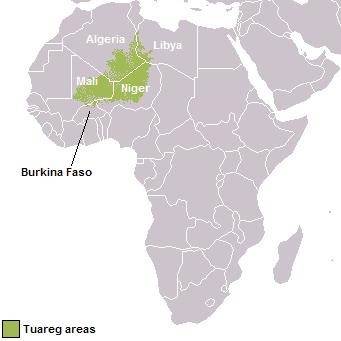
Регионы проживания туарегов.

Правительство Мали быстро и жёстко отреагировало на восстание — хорошо вооружённая и мотивированная армия Мали вела активные действия по борьбе с мятежниками. К концу 1964 года правительство смогло подавить восстание. В регионе, совместно с Алжиром и Марокко, была создана военная администрация. Многим туарегам пришлось стать беженцами и уйти в другие страны.
Несмотря на то, что правительство смогло подавить восстание, многие туареги были напуганы насилием со стороны малийского правительства. Кроме этого, во время восстания проходили нарушения прав человека с обеих сторон, что создало атмосферу недоверия на Севере, хотя Мали начало программу по улучшению экономики и инфраструктуры на Севере.